# Herning-Ikast Håndbold
Az Ikast Håndbold (korábban: Herning-Ikast Håndbold)  egy dán női kézilabdacsapat, amelynek székhelye a dániai Ikastban van. Jelenleg a dán bajnokság élvonalában játszanak. A hazai bajnokságot négy, a kupát nyolc alkalommal nyerte meg a klub, nemzetközi kupagyőzelmet pedig a Kupagyőztesek Európa-kupájában, az EHF-kupában és a Challenge-kupában is szerzett elsőséget. A Bajnokok ligájában az elődöntőig jutott 2003-ban és 2014-ben.
A klubot 1970-ben alapították, két ikasti csapat, az Ikast DUI és az Ikast Skytte Gymnastik Forening összevonásával Ikast FS Håndboldafdeling néven. Első sikerüket 1991-ben aratták, amikor még másodosztályú egyesületként megnyerték a Dán Kupát. Ebben az évben feljutottak az első osztályba, és azóta is ott játszanak, első bajnoki címüket 1998-ban szerezték, de az azt követő néhány évben nem tudtak dominálni, mivel két világszinten is erős csapat játszott a dán bajnokságban, a Slagelse FH és a Viborg HK.
2008-ban a csapat működtetését átvette az FC Midtjylland, attól kezdve FC Midtjylland Håndbold néven szerepeltek. A 2018–2019-es szezont megelőzően a csapat neve Herning-Ikast Håndbold lett.
A 2022–2023-as szezonban Európa-ligát nyert a csapat, a döntőben a szintén dán Nykøbing Falster HK együttesét legyőzve.

## A csapat névváltoztatásai
- 1997–1999: Ikast FS Elitehåndbold
- 1999–2008: Ikast-Bording Elitehåndbold
- 2008–2009: Ikast-Brande Elite Håndbold
- 2009–2018: FC Midtjylland Håndbold
- 2018–2022: Herning-Ikast Håndbold
- 2022–: Ikast Håndbold

## Eredmények
- Dán bajnok: 1998, 2011, 2013, 2015
- Dán kupagyőztes: 1991, 1999, 2000, 2001, 2012, 2014, 2015, 2019
- EHF-kupagyőztesek Európa-kupája-győztese: 2004, 2015
- EHF-kupa-győztes: 2002, 2011
- Challenge-kupa győztese: 1998
- EHF-Európa-liga-győztes: 2023

## A csapat
A 2025–2026-os szezon kerete:
| Kapusok - 01 Olivia Lykke Nygaard (sérült) - 12 Filippa Idéhn - 16 Amalie Milling Balszélsők - 02 Matilde Kondrup Nielsen - 09 Olivia Mellegård (sérült) - 22 Lærke Nolsøe Pedersen Jobbszélsők - 06 Cecilie Brandt - 77 Line Mai Hougaard Beállók - 11 Sarah Iversen (kismama) - 15 Karen Klokker - 20 Ane Høgseth - 23 Lina Lützhøft | Balátlövők - 04 Julie Scaglione - 05 Emilie Hegh Arntzen - 08 Jamina Roberts Irányítók - 14 Emma Lindqvist - 17 Simone Petersen Jobbátlövők - 07 Stine Skogrand (sérült) - 27 Thea Kylberg |

### Átigazolások
A 2025-26-os szezont megelőzően:
| Érkezők - Jamina Roberts (a Vipers Kristiansand csapatától) (azonnal) - Ane Høgseth (a Storhamar HE csapatától) (azonnal) - Emily Stang Sando (azonnal) - Emilie Hegh Arntzen (a CSM București csapatától) - Amalie Milling (a Team Esbjerg csapatától) - Karen Klokker (a Viborg HK csapatától) - Thea Kylberg (az IK Sävehof csapatától) | Távozók - Irma Schjött (visszavonult) - Sofia Bro Stenholt (a Ystads IF csapatához) (azonnal) - Amanda Loft Hansen (a Ringkøbing HK csapatához) - Maria Lykkegaard (a Râmnicu Vâlcea csapatához) - Emily Stang Sando (a HØJ Elite csapatához) - Ingvild Bakkerud (az Odense Håndbold csapatához) - Markéta Jeřábková (az Odense Håndbold csapatához) |

## Korábbi játékosok
- Alberte Ebler
- Anja Andersen
- Anja Nielsen
- Anne Mette Pedersen
- Caroline Søgaard Sørensen
- Emma Friis
- Fie Woller
- Henriette Mikkelsen
- Josephine Touray
- Julie Gantzel Pedersen
- Karen Brødsgaard
- Karin Mortensen
- Kristine Andersen
- Lærke Møller
- Line Fruensgaard
- Line Jørgensen
- Line Uno
- Louise Burgaard
- Louise Svalastog
- Maibritt Kviesgaard
- Mie Augustesen
- Rikke Schmidt
- Sabine Pedersen
- Stephanie Andersen
- Stine Jørgensen
- Susan Thorsgaard
- Tonje Kjærgaard
- Trine Jensen
- Trine Mortensen
- Trine Østergaard Jensen
- Trine Troelsen
- Andrea Austmo Pedersen
- Gro Hammerseng
- Ida Alstad
- Ingrid Ødegård
- Isabel Blanco
- Jeanett Kristiansen
- Kari-Anne Henriksen
- Katja Nyberg
- Kjersti Grini
- Ranghild Aamondt
- Tonje Løseth
- Tonje Nøstvold
- Veronica Kristiansen
- Vilde Johansen
- Linn Blohm
- Linnea Torstenson
- Jessica Ryde
- Johanna Ahlm
- Sabina Jacobsen
- Debbie Bont
- Cornelia Nycke Groot
- Eliza Buceschi
- Narcisa Lecușanu
- Valerie Nicolas
- Grit Jurack
- Siti Beáta
- Tanja Milanović